# 小熊 Yuniko
小熊 Yuniko（1992年7月20日—），本名鍾雅琪，台灣女性Twitch遊戲實況主及電子競技賽事主持人，2014年出道，曾任《英雄聯盟》LMS職業聯賽等大型電競賽事主持人。2016年加入魔競娛樂成為旗下實況主，並曾主持該公司於2018年至2020年製播之網路節目《WINNER哞競熊》。曾任台灣競舞娛樂「Garena電競館」女主持人至2017年解約。除實況主及主持人身分外，亦以小熊姊姊之名加入親子唱跳團體小芙尼家族。2019年1月11日創辦小熊數位。2020年至今在三點水製藝文化舞台劇系列《自由新鎮》飾演角色「熊奇奇」。2024年8月，自行製作之三點水製藝文化舞台劇《我與你們的大冒險》於新北市藝文中心演藝廳公演。
2021年7月4日，網路溫度計公布「20大Twitch正妹實況主」，第二名小熊Twitch追蹤數23.79萬、網路聲量43836僅次於貝莉莓。2023年，小熊公開與J戰隊助理教練暨《英雄聯盟》賽評“Nash”林煒昕交往。
2024年9月7日，小熊首次擔任中華職棒樂天桃猿主場開球嘉賓。

## 媒體出演
網路節目主持
| 首播日期      | 節目名稱     | 製作公司          | 備註                                 |
| ------------- | ------------ | ----------------- | ------------------------------------ |
| 2018年6月12日 | WINNER哞競熊 | 魔競娛樂 / 17直播 | 齊力斷金助理主持，2020年5月5日停播。 |
| 2022年5月30日 | 你行你上     | 鍇睿行銷          |                                      |
| 2015年1月5日  | 戰略週報     | 麥卡貝網路電視    | 與徐展元主持，2016年4月26日停播。    |

## 腳註

## 外部連結
- 小熊 Yuniko的Instagram帳戶
- 小熊 Yuniko的Facebook專頁
- YouTube上的小熊 Yuniko頻道
- 小熊 Yuniko的Twitch频道